# Каспанський сільський округ
Каспа́нський сільський округ (каз. Қаспан ауылдық округі, рос. Каспанский сельский округ) — адміністративна одиниця у складі Кербулацького району Жетисуської області Казахстану. Адміністративний центр — село Каспан.
Населення — 1724 особи (2021; 1742 у 2009, 1788 у 1999, 2125 у 1989).
Станом на 1989 рік існувала Ленінська сільська рада (села Водне, Каспан, Коксай, Сайликоль, Шаган).

## Склад
До складу округу входять такі населені пункти:
| Населений пункт | Населення, осіб (1989) | Населення, осіб (1999) | Населення, осіб (2009) | Населення, осіб (2021) |
| --------------- | ---------------------- | ---------------------- | ---------------------- | ---------------------- |
| Кайнарли, село  | 273                    | 235                    | 218                    | 199                    |
| Каспан, село    | 996                    | 829                    | 994                    | 933                    |
| Коксай, село    | 388                    | 391                    | 281                    | 342                    |
| Сайликоль, село | 289                    | 205                    | 152                    | 139                    |
| Шаган, село     | 179                    | 127                    | 97                     | 111                    |